# Kanan-Bakaché
Kanan-Bakaché (auch: Kanambakaché, Kanambakachi, Kanambakachy, Kanambakatché, Kanam Bakatché, Kanembakaché, Kanen Bakaché) ist eine Landgemeinde im Departement Mayahi in Niger.

## Geographie
Kanan-Bakaché liegt in der Sahelzone. Die Nachbargemeinden sind Issawane im Norden, Maïjirgui und Tessaoua im Südosten, Aguié im Südwesten und Mayahi im Westen. Durch Kanan-Bakaché verläuft das Trockental Goulbi El Fadama. Das Gemeindegebiet ist in 47 Dörfer, 31 Weiler und zehn Lager gegliedert. Der Hauptort der Landgemeinde ist das Dorf Kanan-Bakaché. Es liegt auf einer Höhe von 388 m. Das nach Einwohnern zweitgrößte Dorf ist Dan Kori.

## Geschichte

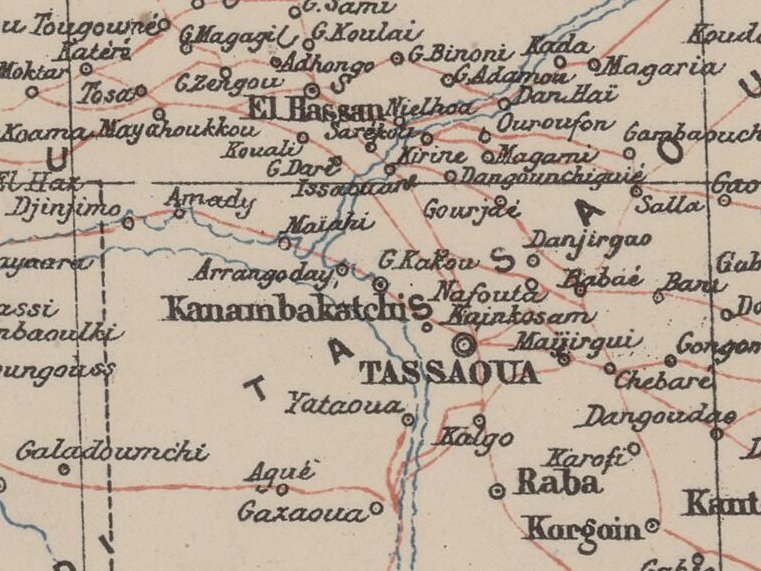
Ausschnitt einer Karte von 1903 mit Kanan-Bakaché (Kanambakatchi) im Zentrum

Vor der Ankunft der Franzosen an der Wende vom 19. zum 20. Jahrhundert gehörte Kanan-Bakaché zum unabhängigen Staat Katsina. Der britische Reiseschriftsteller A. Henry Savage Landor besuchte die große Ortschaft 1906 im Rahmen seiner zwölfmonatigen Afrika-Durchquerung. Der Markt in Kanan-Bakaché war einer der kleinen Märkte in der Region, die zu Beginn des 20. Jahrhunderts von der damaligen französischen Verwaltung zugelassen wurden. Die 236 Kilometer lange Piste für Reiter zwischen den Orten Madaoua und Tessaoua, die durch Kanan-Bakaché führte, galt in den 1920er Jahren als einer der Hauptverkehrswege in der damaligen Kolonie Niger.
Der Markt von Kanan-Bakaché entwickelte sich in den 1960er Jahren zu einem wichtigen Umschlagplatz für Erdnüsse, dem damals bedeutendsten Exportgut Nigers. Die Landgemeinde Kanan-Bakaché ging 2002 bei einer landesweiten Verwaltungsreform aus dem Kanton Kanan-Bakaché hervor, aus dem im Zuge dessen die Landgemeinden El Allassane Maïreyrey, Issawane und Tchaké herausgelöst wurden. Bei der Flutkatastrophe in West- und Zentralafrika 2010 wurden 250 Einwohner von Kanan-Bakaché als Katastrophenopfer eingestuft.

## Bevölkerung
Bei der Volkszählung 2012 hatte die Landgemeinde 85.367 Einwohner, die in 9697 Haushalten lebten. Bei der Volkszählung 2001 betrug die Einwohnerzahl 62.956 in 7617 Haushalten.
Im Hauptort lebten bei der Volkszählung 2012 6306 Einwohner in 794 Haushalten, bei der Volkszählung 2001 4612 in 558 Haushalten und bei der Volkszählung 1988 2542 in 380 Haushalten.
In ethnischer Hinsicht ist die Gemeinde ein Siedlungsgebiet von Azna, Gobirawa und Katsinawa.

## Politik
Der Gemeinderat (conseil municipal) hat 21 gewählte Mitglieder. Mit den Kommunalwahlen 2020 sind die Sitze im Gemeinderat wie folgt verteilt: 8 PNDS-Tarayya, 4 MDEN-Falala, 2 CPR-Inganci, 2 MPN-Kiishin Kassa, 2 RDR-Tchanji, 2 RPD-Bazara und 1 MNSD-Nassara.
Jeweils ein traditioneller Ortsvorsteher (chef traditionnel) steht an der Spitze von 46 Dörfern in der Gemeinde, darunter dem Hauptort.

## Wirtschaft und Infrastruktur
Die Gemeinde liegt in einer Zone, in der Regenfeldbau betrieben wird. In den 1980er Jahren wurde im Hauptort eine Getreidebank etabliert. Das staatliche Versorgungszentrum für landwirtschaftliche Betriebsmittel und Materialien (CAIMA) unterhält eine Verkaufsstelle im Hauptort. Die Niederschlagsmessstation im Hauptort liegt auf 350 m Höhe und wurde 1959 in Betrieb genommen.
Gesundheitszentren des Typs Centre de Santé Intégré (CSI) sind im Hauptort sowie in den Siedlungen Dan Kori, Zaroumèye und Zongon Oumara vorhanden. Das Gesundheitszentrum im Hauptort verfügt über ein eigenes Labor und eine Entbindungsstation. Der CEG Kanan-Bakaché und der CEG Zaroumèye sind allgemein bildende Schulen der Sekundarstufe des Typs Collège d’Enseignement Général (CEG). Das Berufsausbildungszentrum Centre de Formation aux Métiers de Kanan-Bakaché (CFM Kanan-Bakaché) bietet Lehrgänge in Metallbau und familiärer Wirtschaft an.
Unter anderem durch den Hauptort führt die Nationalstraße 37 zwischen Kornaka und Tessaoua. Außerdem verläuft die Landstraße RR4-006 zwischen Kotaré und Aguié durch das Gemeindegebiet.